# Alien-Invasion von Jafr
Die Alien-Invasion von Jafr war ein Aprilscherz der jordanischen Zeitung Al-Ghad am 1. April 2010.

## Der Aprilscherz
In ihrer Titelgeschichte am 1. April berichtete die Zeitung Al-Ghad von der Landung dreier fliegender Untertassen in der Wüstenstadt Jafr im Osten von Jordanien, etwa 300 km entfernt von der Hauptstadt Amman. Ihr sollen drei Meter große Aliens entstiegen sein, humanoide Kreaturen mit einer Sprache, die wie „Quäken“ geklungen habe.
Weiter wurde berichtet, dass die UFOs die Stadt erleuchtet und eine große Hitze ausgestrahlt hätten, die gesamte Elektronik in der Region unterbrochen worden sei und ängstliche Einwohner auf die Straßen geströmt seien. Nach einer Stunde und 40 Minuten seien die Außerirdischen verschwunden und hätten drei große Brandspuren auf dem Boden hinterlassen.

## Folgen
Da die Einwohner von Jordanien nicht an Scherze zum 1. April gewöhnt waren, erschraken sie sehr. Als Folge der Berichterstattung waren Eltern so verängstigt, dass sie ihre Kinder nicht zur Schule schickten, und der Bürgermeister Mohammed Mleihan erklärte, dass er erwogen hätte, die 13.000 Einwohner zu evakuieren. Die Menschen hätten große Angst vor einem Angriff der Außerirdischen gehabt. Anschließend habe er die Sicherheitsbehörden benachrichtigt, die die Gegend auf der Suche nach den Außerirdischen durchkämmt hätten. Gefunden hätten sie jedoch keine. Auch hätte er erwogen, die Zeitung zu verklagen.
Anonym berichtete ein jordanischer Sicherheitsbeamter davon, dass beinahe ein Notfallplan in Jafr in Kraft getreten wäre.
Der Chefredakteur von Al-Ghad, Moussa Barhoumeh, erklärte, die Redaktion habe zum 1. April nur ein wenig Spaß verbreiten wollen, und entschuldigte sich für die entstandenen Unannehmlichkeiten. Er sagte: „Wir wollten die Leute unterhalten, nicht erschrecken.“

## Hintergrund
Warum konkret Jafr als der Ort des Scherzes ausgewählt worden war, konnte nicht geklärt werden, jedoch befindet sich in der Nähe eine Militärbasis, die manchmal US-Truppen für gemeinsame Trainingsübungen beherbergt.